# GTL (デジタル回路)
GTL (Gunning Transceiver Logic) とは、ゼロックスのBill Gunningが1991年に発明したデジタル回路インターフェースである。
GTLのGは、発明者であるGunningの名前に由来する。

## 概要
GTLとは、基準電圧に対して信号の1と0を表す小さな振幅を与え、伝送する方式である。一般的な電子機器に使われているTTLやCMOSに比べ、低電圧でエミッションが少なく高速伝送できる。

## 応用
インテルのPentium Pro以降のフロントサイドバスには、GTLを改良したGTL+, AGTL, AGTL+が採用されている。GTLに対する改良についてインテルは特許を保有し、ピン互換CPUの参入を事実上禁止している。周辺チップセットについては、インテルからライセンスを取得して設計製造されている。